# イングランド法及び香港法準修士
香港のイングランド法及び香港法準修士（ほんこんのイングランドほうおよびほんこうほうじゅんしゅうし、英:Graduate_Diploma_in_English_and_Hong_Kong_Law、略称GDEHKL）は、法学を学部で専攻していない学生（いわゆる「非法学専攻学生」）が法学に転向し、最終的に法曹養成コースや法曹教育を受けることができる香港の修士課程プログラムである。

## 概要
GDEHKLは、イングランドの共通専門職試験（CPE）または法学準修士課程（PGDL）の香港版と言える。このプログラムは、香港大学の継続教育学院（HKU SPACE）がコース運営を担当し、マンチェスター・メトロポリタン大学が資格授与機関として提供している。修了すると、学生は香港や英国・ウェールズの法曹養成コースや多くの法学修士プログラムに進む資格を得ることができる。
GDEHKLの卒業生には、高等法院控訴部の彭寶琴裁判官、高等法院初審部の陳靜芬裁判官、香港愛國民主運動聯合會の副議長である周庭などが含まれている。周庭は香港の国家安全法に基づき起訴され、保釈を拒否されている。彭裁判官はGDEHKLの2021年卒業式にメッセージを送った。
GDEHKL課程は、香港で法律を実務する意向の学生にとっては法学専業証書（PCLL）課程の入学要件を実質的に満たす唯一の課程であり、また、イングランド・ウェールズで法実務を希望する学生にとっても法律教育コースへの入学要件を満たしている。GDEHKLは、香港の法律教育及び訓練委員会によって、PCLL入学要件となる香港法の3つの追加科目における能力を証明するものとして認められている。
GDEHKLの卒業生は、CPE修了後に追加のMMU LLB年次を修了すると、PCLLの資格要件となる法律科目をすべて履修済みとなる。GDEHKLは、香港の法律である非在地高等及び専業教育（規制）条例により免除されたコースであり、このコースの資格が個々の雇用主が認めるかどうかは裁量に委ねられているとされている。